# Godzilla - Punto di singolarità
Godzilla - Punto di singolarità (ゴジラ S.P ＜シンギュラポイント＞?) è una serie anime parte del franchise di Godzilla, diretta Atsushi Takahashi e co-prodotta da Bones e Orange.

## Trama
Godzilla Singular Point" è una serie televisiva anime ambientata nella città di Nigashio, nella prefettura di Chiba, nel 2030. La trama segue Yun Arikawa, un ingegnere della "fai-da-te" della Otaki Factory, che indaga sugli eventi inquietanti che accadono in una vecchia casa in stile occidentale. Contemporaneamente, Mei Kamino, una studentessa laureata che studia creature immaginarie, cerca di scoprire il significato di misteriosi segnali che provengono dall'edificio amministrativo dell'ex-distretto di Tsuguno, Misakioku.
I due protagonisti si incontrano casualmente quando entrambi ascoltano la stessa canzone e decidono di collaborare per risolvere il mistero che si cela dietro i loro rispettivi casi. La loro indagine li conduce a scoprire un'organizzazione segreta, la quale sembra coinvolta in una minaccia che potrebbe portare alla fine del mondo. Mentre Yun e Mei cercano di trovare una soluzione alla crisi, vengono aiutati da un gruppo di giovani geni e dalle loro rispettive squadre di supporto.
La serie presenta una trama originale e un nuovo staff creativo che offre una prospettiva unica sulle vicende dei personaggi, le loro relazioni e il loro sviluppo emotivo. La narrazione è arricchita da un'ampia gamma di creature immaginarie, tra cui il famoso mostro Godzilla, che si rivela essere il fulcro della minaccia globale che incombe sul mondo.

## Produzione
Il 6 ottobre 2020, Toho Animation e Netflix annunciarono il progetto per una serie anime su Godzilla in uscita nel 2021. La serie è stata prodotta in collaborazione tra Bones all'animazione tradizionale e Orange all'animazione digitale. Il regista della serie è Atsushi Takahashi, la sceneggiatura è di Toh EnJoe e la musica è stata composta da Kan Sawada. Il character design è stato affidato alla mangaka Kazue Katō e l'ex animatore dello Studio Ghibli Eiji Yamamori si è occupato del design dei mostri.

## Distribuzione
La serie è stata distribuita in Giappone in anteprima su Netflix il 25 marzo 2021 e successivamente su Tokyo MX, KBS Kyoto, BS11 e Sun TV dal 1º aprile 2021. La serie è stata poi distribuita internazionalmente da Netflix il 24 giugno 2021.

## Episodi
| Nº | Titolo italiano Giapponese 「Kanji」 - Rōmaji                 | Pubblicazione  | Pubblicazione  |
| Nº | Titolo italiano Giapponese 「Kanji」 - Rōmaji                 | Giapponese     | Italiano       |
| 1  | Ritorno 「はるかなるいえじ」 - Haruka Naru Ieji               | 1º aprile 2021 | 24 giugno 2021 |
| 2  | Attacco 「まなつおにまつり」 - Manatsu Oni Matsuri            | 8 aprile 2021  | 24 giugno 2021 |
| 3  | Ferocia 「のばえのきょうふ」 - Nobae no Kyōfu                 | 15 aprile 2021 | 24 giugno 2021 |
| 4  | Viaggio 「まだみぬみらいは」 - Mada Minu Mirai wa             | 22 aprile 2021 | 24 giugno 2021 |
| 5  | Predizione 「はやきことかぜの」 - Hayaki Koto Kaze no         | 29 aprile 2021 | 24 giugno 2021 |
| 6  | Mistero 「りろんなきすうじ」 - Riron Naki Sūji                | 6 maggio 2021  | 24 giugno 2021 |
| 7  | Distorsione temporale 「じかんのぎもんふ」 - Jikan no Gimonfu | 13 maggio 2021 | 24 giugno 2021 |
| 8  | Indizio 「まぼろしのすがた」 - Maboroshi no Sugata            | 20 maggio 2021 | 24 giugno 2021 |
| 9  | Morte 「たおれゆくひとの」 - Taore Yuku Hito no               | 27 maggio 2021 | 24 giugno 2021 |
| 10 | Codifica 「りきがくのげんり」 - Rikigaku no Genri             | 3 giugno 2021  | 24 giugno 2021 |
| 11 | Rilancio 「りふじんながくふ」 - Rifujin na Gakufu             | 10 giugno 2021 | 24 giugno 2021 |
| 12 | Battaglia 「たたかいのおわり」 - Tatakai no Owari             | 17 giugno 2021 | 24 giugno 2021 |
| 13 | Insieme 「はじまりのふたり」 - Hajimari no Futari             | 24 giugno 2021 | 24 giugno 2021 |

## Doppiaggio
| Personaggio         | Doppiatore originale | Doppiatore italiano |
| ------------------- | -------------------- | ------------------- |
| Mei Kamino          | Yume Miyamoto        | Lavinia Paladino    |
| Haberu Kikuchi      | Tarō Kiuchi          | Maurizio Merluzzo   |
| Yun Arikawa         | Shōya Ishige         | Stefano Broccoletti |
| Tsunetomo Yamamoto  | Jin Urayama          | Gianluca Machelli   |
| Shunya Sato         | Yōhei Azakami        | Danny Francucci     |
| Pero 2              | Misaki Kuno          | Veronica Cuscusa    |
| Goro Otaki          | Wataru Takagi        | Ambrogio Colombo    |
| Yungu               | Rie Kugimiya         | Monica Vulcano      |
| Takehiro Kai        | Ken'ichi Suzumura    | Massimo Triggiani   |
| Bayler "BB" Barn    | Ryōtarō Okiayu       | Riccardo Scarafoni  |
| Guiying Li          | Kaho Kouda           | Anna Cugini         |
| Yoshiyasu Matsubara | Tomoyuki Shimura     | Alessandro Budroni  |
| Leena Barn          | Runa Onodera         | Serena Sigismondo   |
| Makita K. Nakagawa  | Hiromichi Tezuka     | Stefano Macchi      |

## Accoglienza
L'aggregatore di recensioni Rotten Tomatoes riporta una percentuale di gradimento del 71% con un voto medio di 5,40 su 10, basato sulle recensioni di 7 critici.